# The Ghost Ship
The Ghost Ship is een Amerikaanse thriller uit 1943 onder regie van Mark Robson.

## Verhaal
Tom Merriam gaat in dienst op een koopvaardijschip. Door het lange isolement begint de kapitein krankzinnig te worden op open zee. Hij gaat zich al spoedig gedragen als een sadist en een psychopaat.

## Rolverdeling
| Acteur        | Personage             |
| ------------- | --------------------- |
| Richard Dix   | Kapitein Will Stone   |
| Russell Wade  | Tom Merriam / Tertius |
| Edith Barrett | Ellen Roberts         |
| Ben Bard      | Officier Bowns        |
| Edmund Glover | Jacob Winslow         |